# Двинской уезд
Двинской уезд (иначе Двинский уезд, Двинская область) — 1) административная единица в составе Русского царства с XVI века по 1708 год. Центром её до 1702 года были Холмогоры, с 1702 стал Архангельск 2) административная единица с 1708 до 1780 год входившая в Архангелогородскую губернию. Центр был в Архангельске. После 1780 года разделена на Архангельский и Холмогорский уезды

## Предыстория
В 1478 году Двинская земля (ранее входившая во владения Новгорода Великого) подчинилась Москве и стала частью единого Русского государства. После присоединения Двинскую землю разделили на три новые земли Двинскую, Важскую и Онежскую. В XVI веке на этих землях возникают уезды Русского государства. С 1487 года управление Двинской землей было поручено земским сотским, которых избирали двиняне. В конце XV в. Двинской землей управлял двинской тиун, с 1534 по 1553 — двинской наместник, с 1556 года — двинской излюбленный голова.

## История Двинского уезда Российского царства
Уезд был создан в XVI веке. С 1565 года Двинской уезд был включен в опричнину. По сравнению с предшествовавшими ему Двинской землёй (XV—XVI веков) и Двинским наместничеством территория уезда стала меньше. В конце XVI в. — начале XVII в. на территориях ранее входивших в Двинскую землю (российскую) были созданы Двинской, Кеврольский, Кольский, Мезенский и Пустозерский уезды. Сам Двинской уезд в административном отношении включал лишь нижнее течение Северной Двины, южное побережье Кольского полуострова, а также северо-восток современной Карелии.
С 1587 до 1708 года уездом управляли двинские воеводы.

### Двинские воеводы и дьяки
| Даты | Имена воевод                                                            | Имена дьяков и подьячих                                                                          | Краткая характеристика деятельности и событий с ней связанных |
| 1583-1584 | Пётр Афанасьевич Нащокин(Злобин), Алексей Никифорович Залешанин Волохов |                                                                                                  | Поставили Архангельский город |
| 1587 | Князь Василий Андреевич Звенигородский                                  |                                                                                                  | В 1587 году «писал» «двинских жителей и пашенные угодия» |
| (после пострижения Василия Андреевича Звенигородского) | Князь Борис Иванович Мезецкий, воевода Кевроли и Мезени                 | Подьячий Рахман Воронов                                                                          | «Двинский летописец» в этот период помещал прибытие французского корабля под командованием Жака Соважа. Но А.А Титов относил прибытие этого корабля к 1586 году |
| 1590-1591 | Князь Афанасий Иванович Вяземский                                       |                                                                                                  | |
| 1593 | Иван Михайлович Ласкарёв Князь Дмитрий Михайлович Барятинский           |                                                                                                  | |
| 1597 | Розгильдей Григорьевич Любоченинов                                      | Подьячий Афанасьев Кир                                                                           | |
| 1597 | Князь Дмитрий Фёдорович Бельский                                        |                                                                                                  | |
| 1600-1601/ у А.Барсукова в 1600 году не назван | Иван Васильевич Милюков-Гусь                                            | Подьячий Иван Безсонов                                                                           | |
| 1600-1601/ у А.Барсукова в 1600 году не назван/ в «Двинском летописце» указан под 1597 годом после перечисления Любоченинова и Милюкова-Гуся. В "Двинском летописце" следующий воевода указан в 1600 | Кир Афанасьев                                                           |                                                                                                  | |
| 1600-1601/1600 | Осип Савельевич Супонев                                                 | Подьячий Рахман Воронов                                                                          | |
| 1601-1605/1601 | Родион Васильевич Всеволожский                                          | Подьячий Рахман Воронов                                                                          | |
| 1601-1605/1603-1605 | Тимофей Матвеевич Лазарев                                               | Подьячий Рахман Воронов                                                                          | Прибытие в середине 1604 года английского посольства купца Томаса Смита посланного к Борису Годунову |
| 1606-1608 /1608 | Иван Никифорович Чепчугов                                               | Дьяк Микулай Новокшенов                                                                          | |
| 1608-1609 | Иван Васильевич Милюков-Гусь (вторично)                                 | Дьяк Илья Иванович Уваров «елчанин»                                                              | Дьяк Илья Иванович Уваров уличенный в краже денег (собранных на ополчение) был после тюремного заключения осуждён на смерть и утоплен. Воевода Иван Васильевич Милюков-Гусь также обвинялся в краже и сидел в тюрьме. Но был освобожден и сделал крупные вклады в Красногорский монастырь |
| 1610-1611 /1609-1610/ 1609 | Князь Александр Данилович Приимков-Ростовский                           | Дьяк Никифор Емельянов                                                                           | |
| 1610 |                                                                         | Писец Загряжский Алексей Фёдорович, подьячий Меркурий Любоченинов                                | Для «государевых денежных доходов» приезжал князь Мирон Михайлович Шаховской |
| 1611-1612 | Князь Григорий Борисович Роща Долгоруков                                | Дьяк Путило Григорьев                                                                            | |
| 1611-1612 /1612 | Князь Фёдор Андреевич Татев                                             | Дьяк Путило Григорьев                                                                            | |
| 1612 | Князь Иван Долгоруков                                                   |                                                                                                  | |
| 1613-1614 /1613 ( | Пушкин Никита Михайлович                                                | Дьяк Путило Григорьев                                                                            | Заложен острог в нижней половине Холмогор По приказу воеводы Пушкина двинские выборные земские судьи и осадные головы перестали сопровождать воеводу во время летнего отъезда в Архангельск, а оставались в Холмогорах |
| 1614-1616 /1613 -1616 | Князь Пётр Иванович Пронский Моисей Фёдорович Глебов                    | Дьяк Василий Яковлевич Ларионов                                                                  | Нападения «воров», польских и литовских людей на Емецкий стан уезда, а затем и Холмогоры. Ускоренное строительство острога |
| 1618-1621 /1617-1621 | Князь Андрей Васильевич Хилков Богдан Борисович Воейков                 | Дьяк Семён Зеленой, затем Лукьян Львович Перфильев                                               | |
| 1621-1623 | Князь Дмитрий Петрович Пожарский-Лопата                                 | Дьяк Матвей Сомов                                                                                | 1621 Строительство нового острога в Холмогорах из-за повреждения прежнего. 1622-1624 Мирон Вельяминов вёл опись Двинской земли |
| 1624-1626 /1624 | Никита Дмитриевич Вельяминов                                            | Дьяк Матвей Сомов                                                                                | |
| 1626-1629 /1625 -1628 | Фёдор Васильевич Волынский                                              | Дьяк Иван Остапов                                                                                | 1627 Сильное землетрясение «на Двине» |
| 1629-1631 /1629 | Дементий Семёнович Погожий                                              | Дьяк Иван Ларионов                                                                               | |
| 1631-1633 /1630-1632 | Князь Василий Петрович Ахамашуков-Черкасский                            | В 1629-1632 дьяк Иван Ларионов, с 1632 дьяк Никофор Демидов                                      | |
| 1633-1635 /1633-1636 | Григорий Андреевич Плещеев                                              | В 1633-1635 дьяк Никофор Демидов. С 1635 дьяк Тимофей Пчелин                                     | 1636 Сильный пожар в Холмогорах |
| 1636-1637 /1636 | Князь Василий Петрович Львов                                            | дьяк Тимофей Пчелин                                                                              | 1637 постройка острога в Холмогорах. Сильный пожар в Архангельском городе и монастыре. Их восстановление |
| 1638-1641 | Борис Петрович Шереметев                                                | В 1638-1641 Дьяк Потап Внуков. С 1641 дьяк Иван Ломакин                                          | |
| 1642-1643) | Князь Иван Никитич Хованский                                            | дьяк Иван Ломакин                                                                                | |
| 1643-1645 | Князь Иван Иванович Ромодановский                                       | В 1643-1644 дьяк Иван Ломакин. С 1644 дьяк Яков Пятый                                            | 1645 Пожар в Холмогорах |
| |                                                                         |                                                                                                  | 1646 Князь Андрей Сонцев-Засекин «стольник и воевода» приводил население к присяге новому царю Алексей Михайловичу |
| 1646-1648 / 1645-1646 | Князь Иван Арсланович (Ярославич) Черкасский Илья Кузьмич Безобразов    | Дьяк Калистрат Жохов с мая 1646                                                                  | Лето 1646 прибытие стрельцов (1600 человек) из-за опасения нападения датчан на Архангельск и их отбытие. Илья Данилович Милославский с посольством через Архангельск ездил в Голландию |
| 1646-1648 | Князь Юрий Петрович Буйносов-Ростовский Илья Кузьмич Безобразов         | Дьяк Калистрат Жохов до августа 1646                                                             | Лето 1646 прибытие стрельцов (1600 человек) из-за опасения нападения датчан на Архангельск и их отбытие. Илья Данилович Милославский с посольством через Архангельск ездил в Голландию |
| 1648-1650 | Князь Василий Григорьевич Меньшой Ромодановский                         | Дьяк Григорий Углев                                                                              | |
| 1650-1652 | Фёдор Васильевич Бутурлин                                               | Дьяк Иван Селетцын                                                                               | |
| 1652-1656 | Борис Иванович Пушкин                                                   | Дьяк Иван Ларионов                                                                               | 480 двинских стрельцов с семьями отправлено «на вечное житие» в Москву, на их место прислано с семьями 460 смоленских и дубровских гайдуков пополнивших число двинских стрельцов( |
| 1656-1659 | Князь Пётр Семёнович Большой Прозоровский                               | До 1657 дьяк Кузьма Мошнин, с 1657 дьяк Илья Кириллов                                            | 1657 глава московских стрельцов Зима Васильевич Волков взяв для усиления 300 смоленских и дубровских гайдуков живущих в Холмогорах и мезенских стрельцов ходил на усиление Колы на которую ожидалось нападение 1658 В Москву «на вечное житие» отправлено 300 выборных и 200 архангельских стрельцов 1659 В Москву «на вечное житие» отправлено с семьями 309 смоленских и дубровских гайдуков |
| 1659-1663 | Иван Богданович Милославский                                            | С 1659 году дьяк Ларион Ермолаев                                                                 | |
| 1663-1666 | Князь Осип Иванович Щербатов                                            | До 1665 года дьяк Андрей Богданов, с 1665 года дьяк Алмаз Чистого                                | 1663 князь Иван Шаховской занимался сыском беглых крестьян Князь Пётр Семёнович Большой Прозоровский через Архангельск вернулся с посольством в Россию из Англии. Летные холода уничтожили посевы хлеба. Прибытие английского посольства Чарльза Говарда 1664 Сильный пожар в Архангельске. |
| 1666-1671/ 1666-1670 | Иван Иванович Чаадаев                                                   | Дьяк Тимофей Савлуков                                                                            | 1667 сильный пожар в Архангельске. Из Москвы присланы мастера для постройки каменных строений 1668 начало Соловецкого восстания 1670 сильный пожар в Архангельске |
| 1671-1673 / 1670-1673 | Афанасий Иванович Нестеров                                              | Дьяк Константин Михайлов                                                                         | 1671 Строительство в Архангельске деревянного острога, в Холмогорах погребов. Очень сильная буря |
| 1673-1674/1673 | Князь Дмитрий Алексеевич Долгоруков                                     | Дьяк Афанасий Зыков                                                                              | 1673 стряпчий Афанасий Дмитриевич Зиновьев искал в волости Умба золотые и серебряные руды |
| 1674-1675/ 1673-1675 | Фёдор Полуэктович Нарышкин                                              | Дьяк Афанасий Зыков                                                                              | 1674 строительство в Березовском устье Северной Двины роскатов, в Холмогорах каменных палат и деревянных строений 1675 прибытие голландского посольства во главе с Конрадом Кленком |
| 1675-1676 |                                                                         | Дьяк Афанасий Зыков                                                                              | 1675 дозорщики митрополита новгородского Корнилия описывали церкви уезда |
| 1676 |                                                                         | Дьяк Лев Савлуков                                                                                | 1676 Князь Василий Андреевич Сонцев-Засекин приводил население к присяге новому царю Фёдору Алексеевичу |
| 1676 | Афанасий Иванович Матюшкин                                              | Дьяк Лев Савлуков                                                                                | |
| 1676 |                                                                         | Дьяк Лев Савлуков                                                                                | 1676 Князь Андреевич Волконский и дьяк Алмаз Чистого переписывали вотчины и имущество Соловецкого монастыря |
| 1676-1678 | Князь Иван Андреевич Хованский                                          | Дьяк Андрей Богданов                                                                             | |
| 1678-1679/1678-1680 | Князь Пётр Иванович Хованский                                           | Дьяк Дмитрий Степанов                                                                            | 1678-1679 стольник Афанасий Денисович Фонвизин и подьячий Фёдор Замятин проводили перепись в уезде |
| 1679-1681/ 1680-1681 | Богдан Иванович Ордин-Нащокин                                           | Дьяк Дмитрий Степанов                                                                            | |
| 1681-1683 | Князь Никита Семёнович Урусов                                           | Дьяк Федор Микулин (или Никулин)                                                                 | 1682 Князь Никита Семёнович Урусов приводил население к присяге новому царю Петру Алексеевичу, а потом князь Константин Дементьевич Кафтырев приводил к присяге царям Иоанну и Петру Алексеевичам |
| 1683-1685 | Никита Константинович Стрешнев                                          | Дьяк Максим Бурцов                                                                               | |
| 1685-1688 | Кондратий Фомич Нарышкин                                                | До 1687 дьяк Максим Бурцов, с 1687 дьяк Афанасий Денисов                                         | |
| 1688-1691 | Михаил Юрьевич Татищев Даниил Михайлович Татищев                        | До 1690 дьяк Исай Лапин, с 1690 дьяк Алексей Протопопов                                          | |
| 1691-1693/ 1692-1694 | Андрей Артамонович Матвеев                                              | До 1690 дьяк Алексей Протопопов, в 1692-1693 дьяк Степан Румянцев, с 1693 дьяк Прокофий Деревнин | 1692 посещение Петром I Холмогор, Архангельска, Терского берега и других частей уезда |
| 1693-1697/ 1694-1698 | Фёдор Матвеевич Апраксин                                                | До 1695 дьяк Прокофий Деревнин, с 1695 дьяк Андрей Озеров                                        | Второе посещение Петром уезда: Архангельск, Соловецкий монастырь, Холмогоры |
| 1698-1700 | Князь Михаил Иванович Лыков                                             | Дьяк Ермий Леонтьевич Полянский                                                                  | |
| 1700-1702 | Князь Алексей Петрович Прозоровский                                     |                                                                                                  | 1701 Выбраны бурмистр Архангельска – Логин Звягин, бурмистры Холмогор Карп Кустов и Иван Вешняков. Основана Новодвинская крепость. Неудачная попытка шведов войти в Двину |
| 1702-1705 | Василий Андреевич Ржевский                                              |                                                                                                  | 1702 Пётр I с сыном Алексеем и свитой посетил Холмогоры, Архангельск, Новодвинскую крепость |
| 1705-1706 | Князь Даниил Григорьевич Черкасский                                     | Дьяк Матвей Дмитриевич Алексеев                                                                  | |
| 1707-1708 | Князь Пётр Алексеевич Голицын                                           | Дьяк Матвей Дмитриевич Алексеев                                                                  | Упразднение воеводской власти |

### Административное деление
В XVII веке уезд состоял из трёх частей:
1) на нижнем течении Северной Двины
2) в южной части Кольского полуострова между реками Стрельна и Умба.
3) нижнее течение рек Кемь, Выг, Сума
На нижнем течении Северной Двины находилось 6 станов (Алексеев, Андреянов, Загорский, Лентьев, Терпилов, Сояльский) и более 30 волостей и погостов: Заостровская, Лисоостровская, Уйма, Княжостров, Кехта, Койдокурская, Куреская, Матигорская (Борисоглебский и Никольский приходы), Мудьюга, Куростров, Ухтостров (Троицкий и Богоявленский приходы), Чухченема, Ровдина гора, Быстрокурская, Кегостров, Пинежская, Паниловская, Ступинская, Ракульская, Сийская, Пингиш, Хаврогоры, Калья и Репонема, Морж и Шастки; Звоз, Березник, Ныкола, Коскошина, Меландово, Теград; Зачачье и Чухчин конец, Погоская сотня прилук, Щукозеро и Обозеро, Погост Яренга, Чёлмохта, Пукшенга, слободки Солза и Отхожа.
На территории Кольского полуострова находились волости Варзуга и Умба.

### Население
Изменение числа крестьян с 1678 по 1719 год
| Группа крестьян               | 1678   | 1678   | 1719   |
|                               | дворов | людей  | людей  |
| 1 Крестьяне светских феодалов | -      | -      | -      |
| 2 Крестьяне духовенства       | 937    | 4.434  | 9.736  |
| 3 Дворцовые крестьяне         | -      | -      | -      |
| 4 Всего зависимых крестьян    | 937    | 4.434  | 9.736  |
| 5 Черносошных крестьян        | 2.876  | 7.982  | 18.248 |
| Всего крестьян                | 3.813  | 12.416 | 27.984 |

## История Двинского уезда Архангелогородской губернии
Во время административной реформы Петра I в 1708 году, Двинской уезд утратил самостоятельность и был включён в состав Архангелогородской губернии. По указу Сената от 29 мая 1719 года об устройстве губерний Архангелогородская губерния была разделена на 4 провинции Двинский уезд вошёл в состав Двинской провинции
В 1779 году (за год до разделения уезда) руководитель Архангелогородской губернии А.П. Мельгунов писал «Уезд Двинской простирается от города Архангельска вверх по течению Двины на 280, а вниз по той же реке, присоединя к тому и поморския сего уезда селения, на 1150, да вверх по реке Пинеге на 135 верст». Он отмечал, что крестьяне уезда занимались земледелием, но из-за  большого количества лесов и болот, пригодных для выращивания хлеба земель в уезде было мало. Также жители выращивали холмогорских коров и занимались разными ремёслами: медным, кузнечным и сапожным делами. Были развиты отхожие промыслы связанные с мореходством, рыболовством, работой на верфях и работой грузчиками в порту. Также было развито рукоделие и другие занятия: «в том же уезде прядут самые тонкие нитки, ткут широкия тонкия и посредственные полотна, холсты, салфетки и брани, простыя сермяжныя сукна и панитин и гонят также смолу».

## Комментарии
1. ↑  Поморская энциклопедия вероятно из-за  того, что следуя за «Двинским летописцем» в датах не учитывает разницу между  сентябрьским календарём (действовавшим до 1700 года) и январским календарём (введённым  с 1700 года) часть дат выпавших на сентябрь-декабрь указывает с ошибкой в год. А.Барсуков писавший в Российской империи где продолжал действовать  юлианский календарь даты указывает по нему. При пересчете на григорианский  календарь точных дат указанных у А.Барсукова (путём добавления 10 дней)  порой  появляется иной месяц или даже год
2. ↑  «Двинский летописец»  датирует прибытие корабля 18 мая 1605 года, но Борис Годдунов умер в апреле  1605, а в мемуарах Томаса Смита описывается его приём у Бориса Годунова
3. ↑  «Двинский летописец» преемником  Ф.Татева именует Н.Пушкина, А.Барсуков этого человека как воеводу также не знает
4. ↑  А.А Титов печатая «Двинский летописец»  производя пересчет эр не учёл, что до 1700 года в России год начинался в  сентябре, а не в январе и при вычете 5508 не делая поправки на другой  календарь часть дат смещается в иной год
5. ↑  А Барсуков указывая 22 декабря 7195 года переводил лишь эры и живя в Российской империи указывал даты по юлианскому календарю. По григорианскому календарю этой дате соответствует январь 1687 года